# Pinet (Hiszpania)
Pinet – gmina w Hiszpanii, w prowincji Walencja, we wspólnocie autonomicznej Walencja, o powierzchni 11,89 km². W 2011 roku liczyła 178 mieszkańców.